# الدوري التشيكوسلوفاكي 1966–67
الدوري التشيكوسلوفاكي 1966–67 هو الموسم 60 من الدوري التشيكوسلوفاكي ‏. أشرف على تنظيمه اتحاد جمهورية التشيك لكرة القدم، وكان عدد الأندية المشاركة فيه 14، وفاز فيه سبارتا براغ.